# Landnam
Landnam er at bosætte sig på ubeboet land og bruges især om nordboernes bosættelse af Island i tidlig vikingetid. Det norrøne ord landnám betyder ordret "landtagelse" – idet sidsteleddet nám er fra verbet nema "at tage", jf. tysk nehmen ("tage").
Generelt betegner landnam de norske nordboers bosættelse og kolonisering af Hebriderne, Orkneyøerne, Shetland, Færøerne og Island i tiden fra omkring 870 (den første vedvarende beboelse) til omkring 930 (grundlæggelsen af Altinget). Man kalder perioden for "landnamstiden", mens bosætterne kaldes "landnamsmænd". Den senere bosættelse på Grønland (fra 985) kaldes på norsk "landnåmstiden".
Det var skik at kaste højsædestolperne overbord, når man nærmede sig land, for så at bosætte sig, hvor de drev i land. Harald Hårfager sad på magten i Norge, og omkring 30 af de udvandrede sagdes at have forladt landet efter konflikt med ham, hans mænd eller hans "øvrighed". Are Frode, som tidligt i 1100-tallet var den første til at skrive om landnammet, beretter, at, da Harald Hårfager syntes, hans land forekom noget øde med al den fraflytning, forlangte han en afgift på fem øre (dvs. omkring 1/8 kg sølv) for hver udvandrer. Ifølge Landnamsbogen optrådte kongen dog som mægler, da der opstod uenighed om, hvor meget land hver udvandrer kunne lægge beslag på. I øvrigt havde nordmænd, der satte bo på Island, stadig fuld borgerret i Norge.